# Distretto di Dongnae
Dongnae (Hangŭl: 동래구; Hanja: 東萊區) è un distretto di Busan. Ha una superficie di 16,7 km² e una popolazione di 284.675 abitanti al 2008.